# Erin Burnett

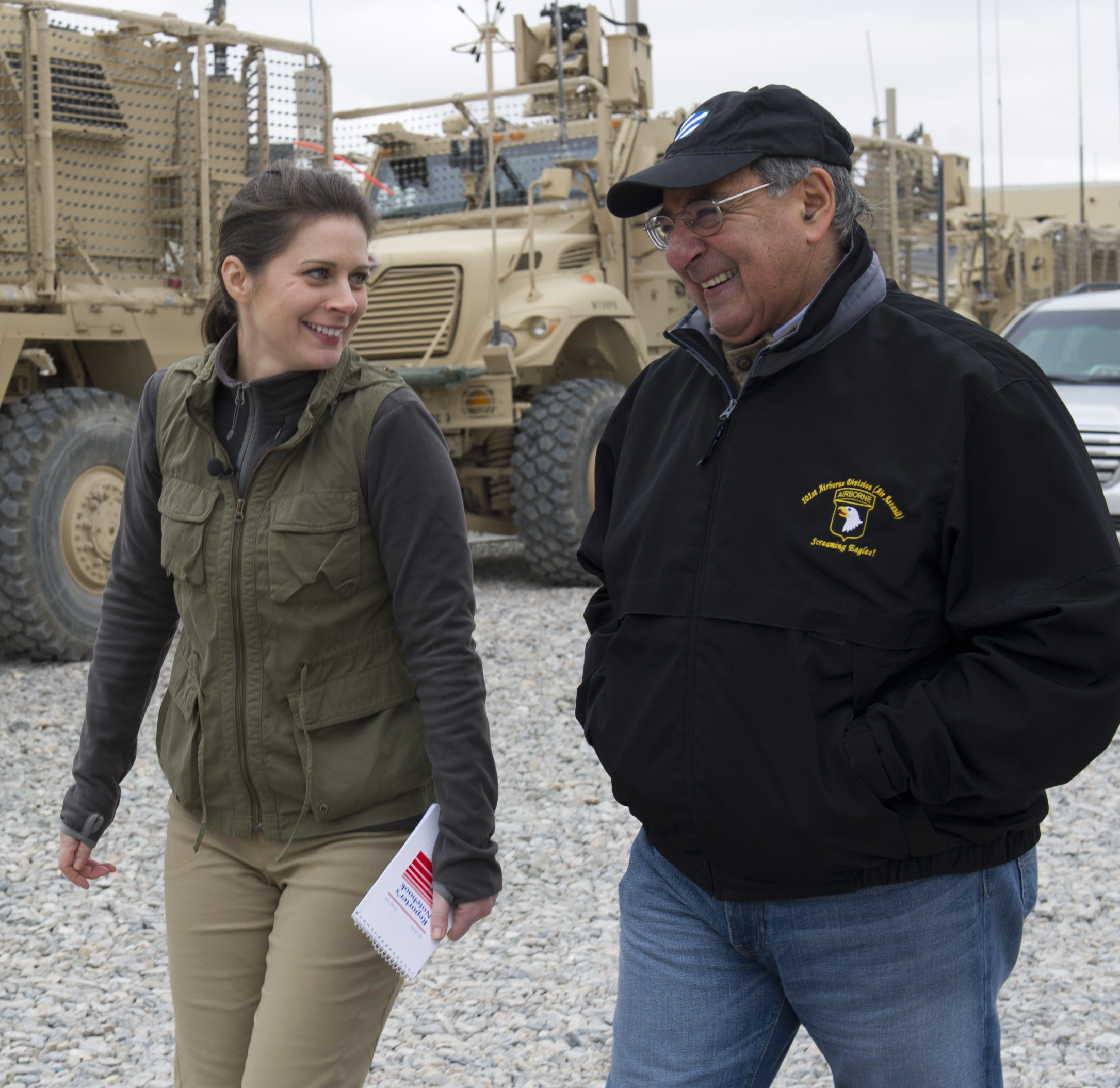
Burnett bei einem Interview mit Leon Panetta im Dezember 2012 in Afghanistan

Erin Isabelle Burnett (* 2. Juli 1976 in Mardela Springs, Maryland) ist eine US-amerikanische Nachrichtenmoderatorin. Sie hat eine eigene tägliche, einstündige Sendung namens Erin Burnett OutFront auf CNN.

## Werdegang

### Jugend und Ausbildung
Erin Burnett wuchs auf einer Farm außerhalb Mardela Springs, Maryland an der östlichen Küste der Chesapeake Bay auf.
Sie ging auf das St.-Andrews-Internat in Middleton, Delaware, bevor sie im Jahr 1998 ihr Studium der Politischen Ökonomie am Williams College in Williamstown, Massachusetts mit einem Bachelor abschloss.

### Karriere
Im Jahr 1998, nach ihrem Abschluss der Universität arbeitete Erin Burnett als Analystin bei Goldman Sachs. Nach einem Jahr dort schrieb sie eine Bewerbung an Willow Bay bei CNN, die sie als Assistentin anheuerte. Sie arbeitete nur kurz dort, um bei Citigroup an einem Internet-Medien-Startup-Unternehmen mitzuarbeiten.
Danach moderierte sie auf CNBC Squawk on the Street und Street Signs bis sie ihre aktuelle Sendung (Stand 2019) Erin Burnett OutFront auf CNN aufbaute.

### Persönliches
Burnett ist Mitglied des Council on Foreign Relations.
Sie ist seit 2012 mit David Rubulotta verheiratet und hat mit ihm drei Kinder.